# Antônio José Gomes Bastos

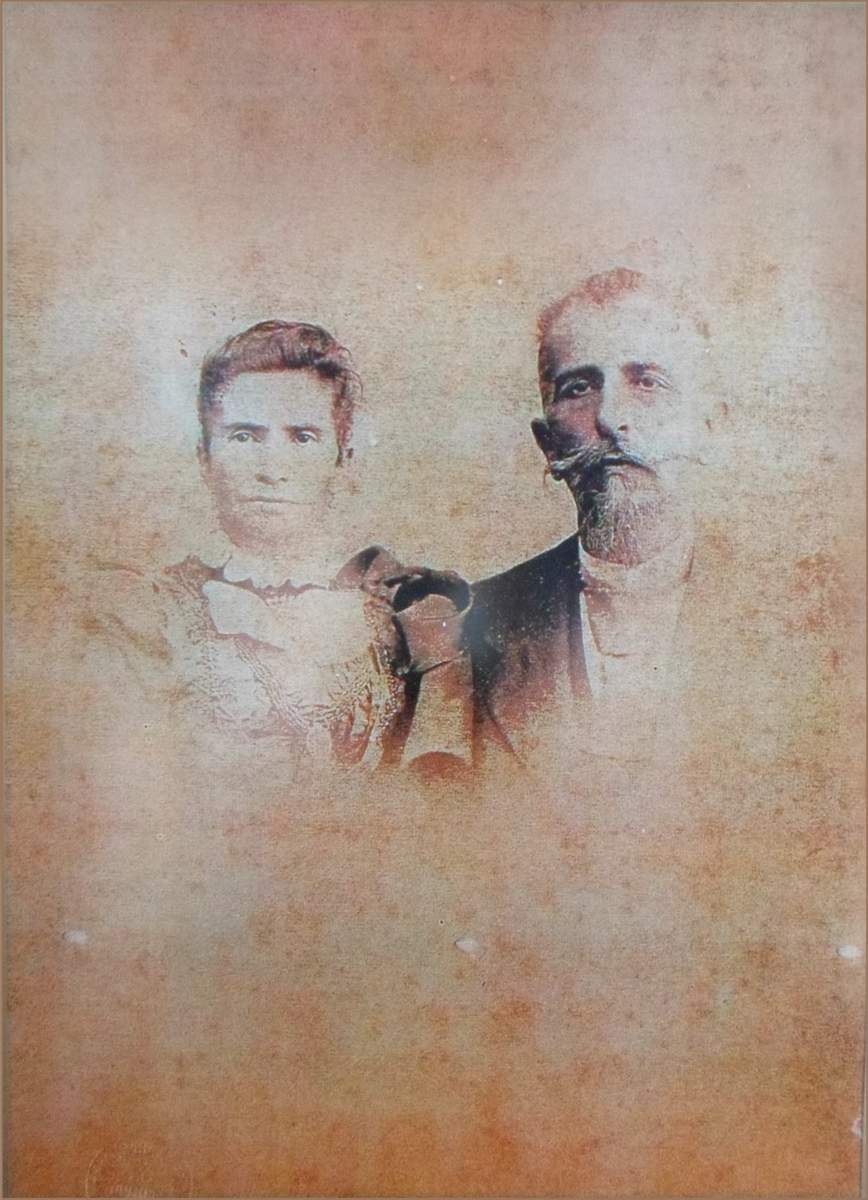
O Barão de Catas Altas e a esposa e baronesa de Catas Altas Clara Rosalina Gomes Baião.

Antônio José Gomes Bastos (Minas Gerais, 29 de junho de 1840 — 3 de novembro de 1924) foi um tropeiro, militar, político e nobre brasileiro. Foi agraciado com o título de 2º Barão de Catas Altas, em 23 de dezembro de 1887. Foi o primeiro presidente da Intendência Municipal da Vila do Guarará, e um dos maiores propugnadores de sua criação. Proprietário de fazenda de café no distrito de Bicas. Foi uma das principais figuras, senão a maior em relevância histórica, no período que vai de 1890 a 1920, em Guarará e Bicas, na Zona da Mata Mineira. Fora ele e não outro o grande defensor da lavoura e das questões agrárias em toda região, até porque era ele próprio um dos grandes fazendeiros locais.

## Biografia
Ele fora o segundo a ser agraciado com este título pelo império, embora não tenha havido entre ele e o 1º Barão de Catas Altas, João Batista Ferreira de Sousa Coutinho, nenhum grau de parentesco ou correlação familiar e a concessão do título de segundo Barão de Catas Altas foi outorgada em 1887 pelo imperador Pedro II. Por esta época entretanto Antônio José Gomes Bastos era já um adepto das ideias liberais e um chefe militante daquele partido. Em detrimento a isso, conforme narrativa do filho Sebastião Gomes Baião, o pai e Barão, despojado de grandes ambições, recusara, por várias vezes, a senatoria estadual que lhe foi oferecida e, como um bom e devotado cristão que era, por inúmeras vezes abriu sua casa para hospedar aos altos dignitários do clero, sendo por todos muito benquisto, o que lhe valeu em 1907 uma carta de bênção especial concedida por Sua Santidade o Papa Pio X.
Antônio José Gomes Bastos era filho de José Joaquim Gomes (1810-1849) e de Maria Silveria Bastos (1815-1905). Seus pais transferiram-se, em 1833, de Queluz para o arraial do Espírito Santo, onde abriram e fundaram, no futuro arraial das Bicas, a "Fazenda do Campestre" e foi aí onde ele nasceu, em 29 de junho de 1840.
Em 1849, aos 9 anos, morre-lhe o pai e ele, órfão, foi morar com o tio e padrinho, Antônio Alves Barbosa, que o criou e cuidou de seus estudos até a maioridade.
Os primeiros estudos foram colhidos na escola primária que funcionava na Rua Santa Rita, no arraial do Espírito Santo do Mar de Espanha (hoje Guarará), depois, em 1855, seu tio o matriculou em um internato em Barbacena onde ele se tornaria aluno [Neste colégio] do padre José Joaquim Corrêa de Almeida (Ver caricatura), grande poeta e exímio latinista, além de um apreciado músico de sua época.
Pode-se entender que começava aqui a formação intelectual do Barão. Seu mestre, o padre Corrêa de Almeida, autor de "Sonetos e sonetinhos", ficara conhecido por sua brilhante produção poética de teor satírico. Ele, o padre, era dono de uma grande devoção religiosa mas que, segundo a historiadora Maria Marta Araújo, "não impediu que ele aproveitasse alguns prazeres, como a realização de saraus e preleções em sua casa, que fazia as vezes de salão literário." e até mesmo, como um homem de cultura e formador de caráter "... chegou a integrar uma sociedade cultural para a promoção de bailes dançantes em Barbacena." Uma outra de suas características era a humanista e  "...quando podia, Correia de Almeida denunciava a discriminação racial, inclusive entre os religiosos, e era contundente ao expressar sua indignação." Nota-se assim o decuro na formação de caráter de Antônio José de Gomes Bastos e de seus condiscípulos.
Ao término dos estudos, Antônio José abandona a vida acadêmica e dedica-se à lavoura e, em pouco, à atividade que mais prosperava na época, o comércio das tropas (mascate), comércio este que crescia e oferecia as melhores possibilidades para o crescimento econômico. Tornou-se assim um grande e respeitado tropeiro, adquiriu animais (algo em torno de 100 muares) e entre os anos 1860 e 1865 aproximadamente, percorreu as províncias de Minas Gerais ao Rio de Janeiro. Dentre suas viagens, quase constantes, estavam as localidades e cidades de Oliveira, Formiga, Bagagem, Paracatu, Queluz, Ouro Preto, Sabará, etc. Além destas viagens pelo sertão, tinha ele, como o maior centro de suas atividades, a corte, como era então chamada a cidade do Rio de Janeiro. Com pouco e, devido a esta classe específica de negócios, ele estreitou relacionamentos com as mais importantes firmas daquela praça, justamente as que mais careciam de seus serviços.
Este convívio frequentes e as permanências periódicas na corte, "haveriam de aparelhá-lo com as qualidades de distinção e cavalheirismo que sempre revelou e que contrastavam com as arestas de uma franqueza rude, traço dominante de sua personalidade." Oportunidades em que estivera ele presente em eventos sociais, como em novembro de 1865, em uma solenidade, quando se avistara com a família imperial.
Em 8 de novembro de 1866, aos 26 anos, ele se casa com Clara Rosalina Gomes Baião e o casal passa a residir nas terras que ele possuía no arraial do Espírito Santo do Mar de Espanha, o assim chamado "Sítio da Experiência", onde ele se fixa definitivamente, abandonando a vida de tropeiro e, em pouco, ele se torna um próspero lavrador.

## O Homem Público
Dado o seu temperamento e por força das necessidades do meio e da época, dedicou parte de suas atividades à política. Filiou-se ao Partido Liberal e, quase que de imediato, dada a morte do chefe do partido, tornou-se ele o chefe do mesmo, no distrito do Espírito Santo do Mar de Espanha. Sustentou lutas memoráveis. Passou por todos os cargos públicos do âmbito municipal, prestando os mais assinalados serviços à causa pública. Assim se refere a ele o Jornal "O Momento" de Bicas em matéria exibida à primeira página da edição de 5 de dezembro de 1940:

"...Foi vereador à Câmara Municipal de Mar de Espanha e o 1º agente executivo do município de Guarará.
Empolgado com as ideias republicanas, torna-se um articulador das mesmas e um dos primeiros republicanos da região. Ele consegue com com João Pinheiro, chefe do movimento em Minas, autorização e funda, com os Drs. Antero Dutra, Gonçalves Ramos Henrique Vaz e outros, o Clube Republicano de Mar de Espanha, um dos primeiros criados em Minas, sendo proclamado como primeiro presidente. E tal foi a ação desse clube, que o distrito eleitoral em que se situava - o 9º. Distrito - elegeu o primeiro deputado republicano da Província de Minas ao parlamento, o saudoso médico Dr. Antônio Romualdo Monteiro Manso."

Em 1867, no início do ano, ele é remanejado ou promovido de 3º para 1º suplente do subdelegado do arraial do Espírito Santo do Mar de Espanha. Alguns anos depois, em 15 de junho de 1881 ele recebe duas comendas; é agraciado com o título honorífico de cavaleiro da Ordem da Rosa e com a Grã-Cruz da Ordem de Cristo. Dois anos depois, em 1883, é eleito vereador para representar o distrito do Espírito Santo na Câmara de Mar de Espanha, com legislatura até 1886.  Em 23 de dezembro de 1887, ele é agraciado com o título de 2º Barão de Catas Altas. Assim diz o Annuário Genealógico Brasileiro:

"Foi o primeiro Presidente da Intendência Municipal da Vila de Guarará, MG, e um dos maiores propugnadores de sua criação. Proprietário de fazenda de café no distrito de Bicas. O título de Barão de Catas Altas.Título de origem toponímica, tomado do antigo arraial de Catas Altas de Noruega, terra de sua esposa, localizada no então distrito de Itaverava do antigo município de Queluz de Minas, atual Conselheiro Lafaiete. (4) Conforme atesta o Annuário Genealógico Brasileiro."

"Guarará - O barão de Catas Altas, Antônio José Gomes Bastos, além de ter sido o primeiro (nomeado) Presidente da Intendência Municipal da Vila de Guarará, fora um dos maiores propugnadores de sua criação. Segundo o registrado em documentos da época, o Conselho da intendência municipal da Vila do Guarará, funcionava em sua casa e era por ele presidido e, segundo o registrado, a mudança do nome para Guarará, se deve a uma homenagem sua à esposa Clara que teria nascido em uma fazenda com este nome.  Documentos da época registram que o conselho da intendência municipal da vila do Guarará funcionou em sua casa e era presidido por ele. A ele se credita a ideia da mudança do nome de Guarará, que seria em homenagem à sua esposa Clara, nascida em uma fazenda com esse nome." (4a)

### Ativista Agrário
Em 1 de junho de 1884, ele participa da criação, da instalação e torna-se conselheiro do Centro Agrícola do Município do Mar de Espanha.
Em 1886 ele participa da criação de uma associação, para promover os produtos e os produtores locais nas feiras e exposições Agrícola-industriais, nacionais e regionais.
Em 13 de maio de 1897, por sua iniciativa é criado e instalado o Centro Agrícola de Guarará. Esta organização ou associação tinha como princípio promover o progresso e o desenvolvimento da lavoura. O Barão, além de o principal idealizador, foi o presidente da associação recém-criada.
No ano de 1905 ocorre em toda região protestos e reuniões contra as sobre taxas da lavoura. Candidato ao senado, em 1905, recebe uma votação inexpressiva, ao contrário de João Pinheiro da Silva, que é eleito senador e, posteriormente, em 1906, Presidente de Minas Gerais. No pleito de novembro daquele mesmo ano, 1905, o Barão é eleito juntamente com o Dr Belisário da Cunha Monteiro de Castro pela minoria, como vereadores do município de Guarará. Reunião de Lavradores em Santana do Deserto em 2 de julho de 1905. Na reunião em Santana do Deserto, estiveram presentes mais de 300 lavradores de toda a região, os quais em uma assembleia dirigida por ele (o Barão de Catas Altas) e pelo Dr Melo Brandão e secretariada pelo Coronel Eduardo Carneiro e Renato da Silva Carneiro, protestaram contra os excessivos fretes cobrados pelas estradas de ferro, pela baixa dos preços do café, pela falta de mão de obra e pelos impostos excessivos cobrados pelo governo. E três anos depois, em 1908, ele participa como secretário, do "Congresso de Leopoldina" ou Congresso dos lavradores em Leopoldina. Que fora uma reunião convocada para tratar, entre outros assuntos, da fundação da Confederação Agrária, sendo a mesma oficializada. Tendo em conta o acertado em Leopoldina, o Barão não perde tempo e convoca para o dia 25 do mesmo mês de outubro uma "Reunião de Lavradores em Guarará". A chamada Confederação Agrária, já oficializada em Cataguases e Leopoldina. Nessa reunião, além dos pontos comuns e divergentes foram eleitos os representantes (delegados) que foram, além dele, o Barão, o coronel Joaquim Monteiro de Bastos, Sebastião Gomes Baião (filho do Barão) e o coronel Arlindo Ribeiro de Oliveira (irmão de José Ribeiro de Oliveira e Silva). E dois anos depois, em 25 de julho de 1910, ele participa do Congresso mineiro das classes produtoras, realizado em Juiz de Fora, que, entre outros assuntos, se põe contra a elevação do câmbio e a politicagem no congresso... pede ao Congresso mineiro a supressão do imposto de 8,5% advalorem sobre o café e da sobretaxa de 3 francos, criando-se o imposto de 4 francos por saca de café, o qual deveria ser pago no ato da exportação para os mercados estrangeiros.
O descontentamento era uma tônica entre os produtores rurais, contra o governo, visto que no ano anterior 1909 ele mesmo, o Barão, declarou-se contra e manifestou seu apoio ante a candidatura Hermes-Venceslau. Não bastasse as fortes crises que grassavam no campo e os protestos daí decorrentes, em 1911, uma seca prolongada e sem precedentes, assolou toda região, culminando em enormes prejuízos à safra das lavouras. São essas as palavras do editorialista e emendadas pelas do Barão, dirigidas ao jornal "Gazeta de Noticias" de 12 de fevereiro de 1911:

"Nossas correspondências no interior dos estados do Rio e Minas, vem eivadas de queixas ao Altíssimo pela inclemente seca, ameaçadas as lavouras, ameaçada a saúde pública, numa triste e quase desesperadora perspectiva.
Em alguns lugares já atravessam as ruas por entre a poeirada, fantásticas e lúgubres procissões, de que se elevam para a atmosfera negra e impassível das noites caídas, os choros gemebundos de criaturas apavoradas.
Além das notícias acima recebemos mais, de Bicas, em Minas Gerais, o seguintes telegrama:"

"Seca prolongada e rigorosa muito tem prejudicado as lavouras de cafe e cereais; tudo fenece sob os raios do sol ardentes e causticantes. O prejuízo é colossal." (19)

### O Republicano
Em 1889 figura com destaque dentre os grandes fazendeiros e produtores rurais. Fora também ele quem [por sua iniciativa, melhor dito], fundou o Clube republicano mineiro de Guarará, do qual tornou-se presidente. O Clube republicano surgira em cooperação com outros dois hábeis políticos da cidade e região, o Dr José Telles de Meneses, como vice-presidente e Antero Dutra de Moraes, como secretario. Criava assim o Partido republicano na então Espirito Santo do Mar de Espanha, por todos distritos e províncias eu imperialismo contava seus dias. Em 1890 ele era uma das lideranças ou expoentes políticos presentes em Mar de Espanha na reunião do partido republicano e do congresso em Juiz de Fora em 15 de agosto de 1890.
Figura proeminente "dono de uma rude franqueza de mineiro da gema", ele destaca-se dentre algumas lideranças de Mar de Espanha e mormente entre os companheiros republicanos. Apresenta-se em várias oportunidades nas reuniões político-partidárias, como por exemplo em 31 de janeiro de 1890, na reunião do Clube Republicano Mineiro, convocada pelo Dr. João Roquete Carneiro de Mendonça e presidida pelo Dr. Necésio José Tavares, onde é apreciado o pedido de demissão do Dr. José Werneck da Silva da presidência daquele partido. O Barão se revelara um "auxiliar poderoso" nas lutas contra os partidos monárquicos, encampadas pelo Dr. Joaquim Gonçalves Ramos, sem dúvida, a "figura mais saliente e simpática do partido republicano do 9º distrito; ou seja Mar de Espanha".
No dia 15 de agosto de 1890, tem lugar em Juiz de Fora o "Congresso republicano", convocado pelo dr. Fernando Lobo Leite Pereira. O Congresso deu-se em sessão secreta e para ele concorreram 65 delegados dos diversos Clubes Republicanos no estado mineiro, dentre eles o Barão de Catas Altas.
Nos anos que se seguiram, em 1916, no dia 2 de julho, ele participa da Reunião agrícola de Cataguases, onde ficou eleita a "comissão dos cinco", a cujo encargo estaria a elaboração dos estatutos que regeriam as futuras reuniões e ainda caberia a esta comissão representar os agricultores perante o governo e em 1917, nos dias 25 e 26 de março ele participou do Congresso agrícola de Juiz de Fora. Esta foi uma das principais reuniões agrícolas do estado. Nela foram lançadas as base da Confederação Agrária, entre outras providências de considerável importância.
A Campanha civilista de Rui Barbosa criou os seus frutos e, decorrentes deles, em 11 de setembro de 1913 ocorre a primeira reunião formal do Partido Republicano Liberal, na cidade de Belo Horizonte. O Barão, desde muito um republicano, foi um dos principais representantes da região. Nesta reunião além da adoção de diretrizes comuns, criou-se um comitê estadual, comitês regionais e municipais, como também um comitê liberal representado pelos chefes do partido em cada município.
Uma de suas últimas façanhas na política local foi a reorganização do Partido Republicano Mineiro de Guarará, em fevereiro de 1923.

## Criação do Município de Guarará
Em 1890, com a criação do município, o  2º Barão de Catas Altas foi nomeado Presidente da Intendência, pelo governo provisório. Neste mesmo ano ele figura entre as lideranças que apoiam a mudança da capital mineira para um ponto mais conveniente dentro do estado, visto que Ouro Preto já não oferecia estrutura urbana que atendesse à expansão em curso. A mudança da capital ocorreria em 1893 e a cidade escolhida foi Belo Horizonte (à época chamada de Cidade de Minas).
Pouco depois, em 22 de Janeiro de 1891, com o advento do Decreto nº 343, o Espírito "Santo do Mar de Espanha" passa a denominar-se “Vila do Guarará” e, em 7 de março de 1892, toma posse a sua 1ª Câmara Municipal e, com isso o 2º  Barão de Catas Altas passa de ex-intendente a Presidente da Câmara. Cabe dizer que o município deve a sua emancipação ao  2º Barão de Catas Altas e não ao Comendador Francisco Joaquim de Noronha e Silva, como apregoado e o topônimo "Guarará" surgiu para a definição do município sem quaisquer referência aborígene e sim para abrigar uma homenagem do barão à esposa Clara Rosalina que nascera em Itaverava, numa fazenda com esse nome.
Depois de instalado o município o barão é seu primeiro intendente e Francisco Joaquim de Noronha e Silva, o seu  primeiro delegado de polícia. O comendador Noronha, politico conservador, não demora muito e entra em choque com os republicanos, mormente. Os conservadores tentavam restabelecer a monarquia. Um dos meios que encontraram para difundir suas ideias e campanhas foi O manifesto restaurador [da República] "O Fígaro". E foi ele mesmo Noronha, o autor da edição impressa em 7 de setembro de 1891. Instala-se uma crise política no município. Os cargos de subdelegados são preenchidos por partidários de Noronha; Os intendentes municipais renunciam aos seus cargos; o Barão de Catas Altas faz declarações e acusações diversas à política municipal;
No dia 11 de agosto de 1892, já detendo a patente de Tenente-coronel, ele é nomeado para ocupar o posto de comandante do 129º batalhão de infantaria do Estado-maior assentado em Mar de Espanha. Mais à frente ele ainda foi nomeado para o posto de coronel comandante da 2ª brigada de artilharia da guarda nacional da comarca de Mar de Espanha,  a seguir, todavia, esta nomeação fora declarada sem efeito.
No mesmo ano de 1892, em 15 de setembro, por conta de desentendimentos políticos e fatos diversos e não muito claro, renunciam a seus mandados a Câmara de Guarará em peso e o Conselho Distrital de Maripá, em sua totalidade. Dos vereadores somente o Padre Manoel José Corrêa e Francisco Carneiro, permaneceriam no exercício de seus cargos. Sendo então o Padre Manoel José Corrêa, na qualidade de vereador mais votado no exercício do mandato, convoca os suplentes, os empossa e nas eleições de 1893 o Barão de Catas Altas permanece afastado da administração. Fato é que havia dois grupos plenamente definidos e no poder estava o padre Manoel José Corrêa e Antero Dutra de Moraes, respectivamente vice-presidente e presidente da Câmara Municipal e foi talvez por razões políticas, já que uma justificativa plausível é desconhecida, que em 06 de junho de 1894, por força da lei n.º 84, o município de Guarará passou a denominar-se Vila do Espírito Santo do Guarará e isto por conta de uma proposta do padre Manoel José Corrêa. Lembrado seja que esta proposta, mesmo carecendo de uma justificativa plausível, derrubava a anterior de autoria do Barão de Catas Altas, quando dera à localidade o nome de “Vila do Guarará”.
Todavia mesmo fora do cenário administrativo, ele conserva assim mesmo o status de a principal figura do cerne político da cidade e quiçá da região e é nesta condição que, em 10 de agosto de 1894 ele declara seu apoio e encabeça uma longa lista de eleitores do município de Guarará, em manifesto apoio à candidatura do Dr. Cristóvão de Freitas Malta para deputado ao Congresso Estadual de Minas Gerais, pela 2ª circunscrição eleitoral. e a exemplo da eleição de novembro de 1894, quando elegeu-se Agente executivo o Cap. José Ribeiro de Oliveira e Silva, em meio aos tumultos partidários entre ele, o Barão, José Ribeiro de Oliveira e Silva e José Vieira Camões, culminando com os assim chamados "abusos em Santa Helena", distrito de Guarará.
Em 1898 ele, além de delegado ou "proprietário da delegacia de polícia de Guarará", ou melhor "Proprietário da Vara" era também inspetor de ensino municipal. E ainda neste mesmo ano, por sua iniciativa, reorganiza-se do Partido Constitucional do Município de Guarará, {{Nota de rodapé|Este partido tinha em sua composição as grandes figuras da politica guararense. No ano seguinte, nas eleições municipais de novembro de 1900 ele é derrotado pela chapa de oposição liderada pelo Dr. Emílio Luiz Rodrigues Horta e com isso, os governistas sofriam uma franca derrota. No ano seguinte, 1901, todavia ele figura como vereador e seu filho Sebastião Gomes Baião, faz parte do Conselho Distrital de Bicas. E, anos depois, em 1905, o jornal O Pharol", exibe a seguinte nota:

"...após as eleições municipais, que deram ganho de causa ao  partido chefiado pelo Cel. José Ribeiro de Oliveira e Silva, este município entrou em um período de calma bastante invejável, pelo afastamento calculado ou não da oposição chefiada pelo barão de Catas Altas. A Câmara não deixa de inspirar ao povo bastante confiança pelos elementos que a compõe, entre os quais figuram: o Cel. Francisco de Paula Retto Júnior, agente executivo e presidente e o Tenente coronel Joaquim José de Souza, vice-presidente..."

## A morte da Baronesa
Em 27 de julho de 1920, morre sua esposa Clara Rosalina Gomes Baião, a baronesa de Catas Altas, aos 76 anos (12 de agosto de 1844-27 de julho de 1920). Fora ela sua única e inseparável companheira. Antônio e Clara, casaram-se na Fazenda Guarará, em Itaverava, Queluz, em 08 de novembro de 1866. Como diria de próprio punho o filho de ambos, Sebastião Gomes Baião: “...Tinha ele ainda diretas ligações de parentesco com os da casa e enamorando-se de uma das primas, com ela se consorciou em 1866.” Clara era filha do Alferes José Francisco Baião e Rosa Angélica Barbosa.

## O último dos Barões
O Barão morre 4 anos após a morte da esposa, no dia 3 de novembro de 1924, em sua casa-palacete no município de Bicas. A sua morte levou consigo (27) também o último dos seis barões, que tiveram seus nomes gravados na história da região, que deram nome à região a qual se denominaria posteriormente de "Sertões do Rio Cágado" e, denominada turisticamente de O "Recanto dos Barões". Eram eles:
- O Barão de Aiuruoca (1782-1859);
- O Barão de Pontal (1809-1875);
- O Barão de Itamarandiba (1818-1883);
- O Barão de Louriçal (1847-1894);[66]
- O Barão da Conceição (?-1898) e
- O Segundo Barão de Catas Altas (1840-1924).

Estes barões tiveram seus domínios e ascendência em grande parte de toda a região, e que seriam depois as cidades, além de Guarará, de Bicas, Chácara, Mar de Espanha, Maripá de Minas, Pequeri, Chiador e Senador Cortes, etc.
Eram, a princípio grandes cafeicultores, grandes lavradores, grandes exploradores da região, se tornaram ricos, hábeis políticos, bons administradores, homens de negócio e por fim, nobres, homens da elite social, barões. A região contribuiu enormemente, era fértil e rica, possuía água em abundância, boas pastagens, clima ameno e agradável, paisagismo bucólico, um quase panorama parnasiano. À sua morte, de cada um deles, os Barões, restaram traços e nuances imorredouras de sua passagem pela região e de sua contribuição histórica, cultural e política.
Houve ainda outros barões cuja atividade distinguiu-se como de relevância na região; segundo o historiador mardespanhense Rafael Rezende Bertoni, foram eles:
- O Barão de São Geraldo (1842-1901);
- O Barão de Além-Paraíba (1839-1918);
- O Barão de Santa Margarida (1865-1936) e
- O Barão de Juiz de Fora - Santana do Deserto (1809-1888).

Além dos citados vem o
- O Barão de Mar de Espanha, (Francisco Inácio de Andrade Goulart), agraciado com o título de Barão à mesma data do 2º Barão de Catas Altas[69] mas cuja relevância é, sob quaisquer aspecto, questionável,[nota 19][71] vez que, à exceção de ser um cafeicultor em Mar de Espanha (Fazenda Boa Sorte, nenhum registro de importância grafou a história);[72]
- o Barão de São João Nepomuceno (1807-1883) - Presidente do consórcio de fazendeiros locais que deu origem, em 1876/77, à Companhia União Mineira. Esta companhia tinha à sua testa o Engº Pedro Betim Paes Leme e Francisco Ferreira de Assis Fonseca e que,[nota 20] por sua concessão inicial, da Província de Minas Gerais, poderiam construir um ramal que, partindo da estação de Serraria, na Linha central da estrada de ferro Pedro II (depois Central do Brasil), cortando o interior da Zona da Mata, a ligaria ao povoado do Espírito Santo de Mar de Espanha.
- O Barão de Santa Helena (1827-1897) e que também foi Presidente da Província de Minas Gerais de 26 de setembro de 1864 a 18 de dezembro de 1865, e
- O Barão de Roça Grande, Narciso Furtado de Mendonça de São João Nepomuceno, que teve uma participação considerável nos movimentos agrários de então,[76][77][78] contracenando, em várias oportunidades, com o 2º Barão de Catas Altas. Para atestar o dito a pesquisadora Maria Elizabeth Mendes, à pg 19 do livro História de Rochedo de Minas, diz o seguinte:

"...Em 1907 o Governo do Estado fazia intensa propaganda da lei federal 1637 de 5 de janeiro do mesmo ano, que era a lei da criação de sindicatos profissionais e sociedades cooperativas. Neste mesmo ano é fundada em Roça Grande uma cooperativa agrícola e em 1908 é fundada uma cooperativa em Rochedo. Neste mesmo ano as duas cooperativas se unem e forma a FEDERAÇÃO DE COOPERATIVA AGRÍCOLA SÃO JOÃO NEPOMUCENO que é reconhecida pelo Governo e se beneficia dos favores concedidos na lei, tendo em sua diretoria os Srs. Augusto de Souza Mota, Narciso Furtado de Mendonça, Vicente da Costa Oliveira. Mais tarde outras cooperativas se filiaram a ela. Era uma cooperativa de produção e o produto o CAFÉ, possuíam os mecanismos necessários para o beneficiamento e rebeneficiamento do produto. Tinha uma boa organização de venda e uma seção Bancária para empréstimos de seus associados. Era uma sociedade produtora e progressista que fazia por onde ser notada pelo valor que dava ao município..."

## Descendentes
Foram oito os filhos do casamento entre Antônio José e Clara Rosalina, cuja boa parte viveu em Bicas, além de inúmeros netos. Os filhos foram:
- Antônio Alberto Gomes Baião, casado com Ana Guilhermina Monteiro Bastos (filha de José Joaquim Monteiro de Castro e Maria do Carmo Monteiro da Silva);[80]
- Antônio Carlos Gomes Baião, casado com Nízia Gomes,
- Sebastião Gomes Baião, casado com Maria Cândida de Campos Bastos (filha de Francisco José Monteiro Bastos e Adélia de Campos);[81]
- Eduardo Gomes Baião, casado com Paulina Barroso Gomes;[82]
- Antônio Júlio Gomes Baião, falecido criança,
- Maria Gomes Baião, solteira,
- Teresa Baião Gomes Marques, casada com Joaquim José Marques,
- Deomar Baião Gomes Campos, casada com o capitão Antônio Cassimiro de Campos.[82]